# Șovarna
Șovarna è un comune della Romania di 1371 abitanti, ubicato nel distretto di Mehedinți, nella regione storica dell'Oltenia. 
Il comune è formato dall'unione di 3 villaggi: Ohaba, Studina, Șovarna.